# Justinian von Welz

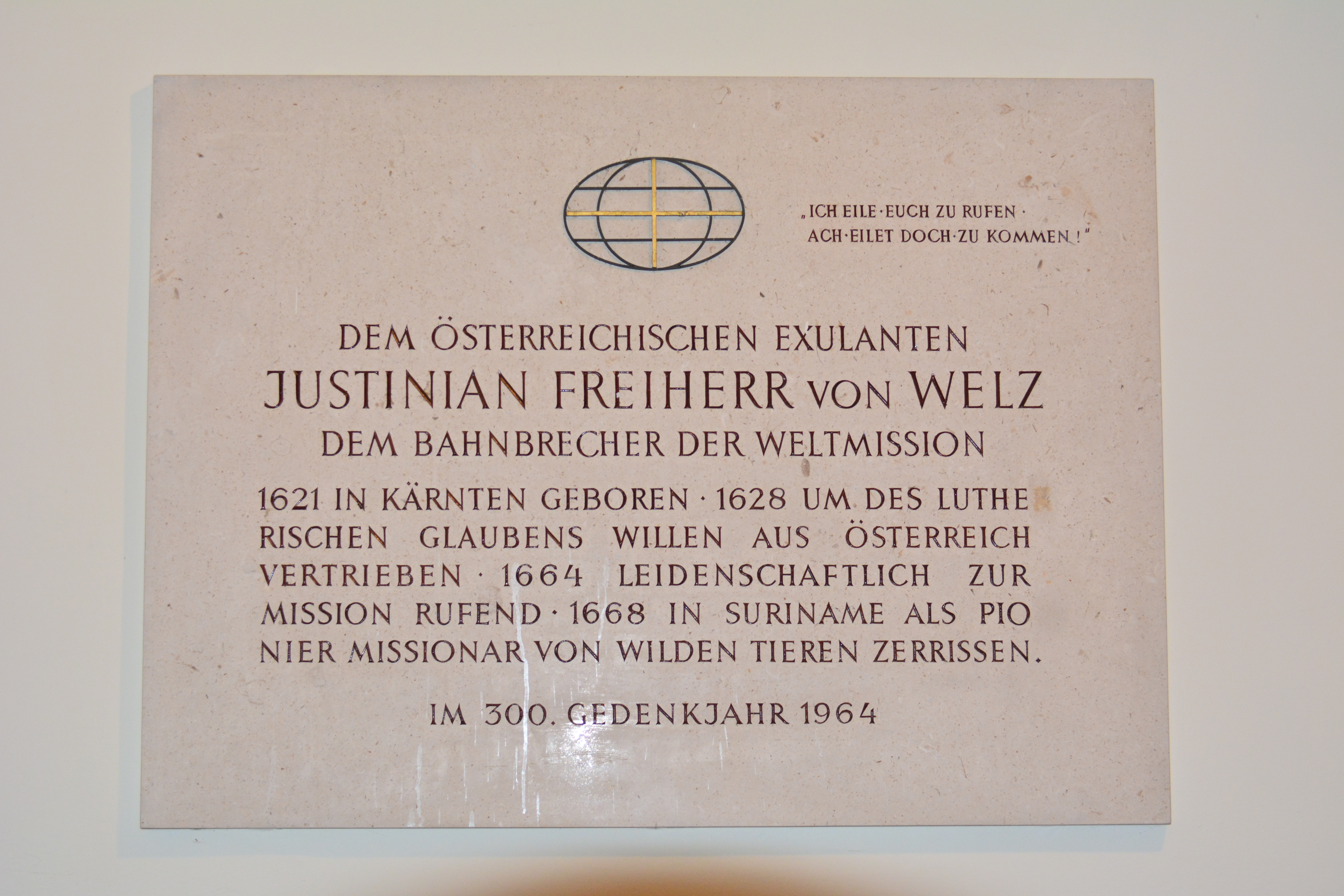
Gedenktafel für Justinian von Welz

Justinian Ernst Baron von Welz (* 12. Dezember 1621 wahrscheinlich in der Steiermark; † wahrscheinlich 1668 in Suriname) war Jurist und lutherischer Theologe, der sich für die Weltmission einsetzte. Teilweise unter seinem Pseudonym Justianus veröffentlichte er zwölf Schriften. Nach der Vertreibung aus seiner österreichischen Heimat im Zuge der Gegenreformation lebte er ab 1628 in Deutschland, studierte ab 1640 in den Niederlanden und ging 1665 als Missionar nach Südamerika, wo er umkam.

## Herkunft und Kindheit
Die Freiherrn von Welz (auch Weltz oder Wels geschrieben) besaßen in Kärnten und der Steiermark mehrere Schlösser. Justinians Eltern waren Lutheraner: Gotthard Freiherr von Weltz (1588–1630), Herr zu Eberstein und Spiegelfeld (in Sankt Lorenzen im Mürztal), heiratete 1617 Rosine von Eybisswald. Justinian war das dritte von sieben Kindern. Kaiser Ferdinand II. wies 1628 alle evangelischen Adeligen aus. Auch Justinians Familie wanderte aus und übersiedelte nach Chemnitz, und dann – nach dem Tod des Vaters – zu einem Onkel in Ulm, wo Justinian zur Schule gehen konnte.

## Studien
Nach einer anfänglichen vergnüglichen Jugendphase wurde er von der Not seiner lutherischen Glaubensbrüder ergriffen. Er studierte die Bibel, die Geschichte der frühen Kirche, der Märtyrer, der Wüstenväter und der Reformatoren. Um 1640 ging Justinian zum Studium der Geschichte und Rechtswissenschaft ins niederländische Leiden, wo er viel Anregung und Freiraum für seine Studien bekam. 1641 veröffentlichte er seine erste Schrift, ein Fürstenspiegel, eine Abhandlung gegen die Tyrannei der Fürsten: Tractatus de Tyrannide. Über die Zeit von 1643 bis 1663 ist wenig bekannt. Seine Familie war so wohlhabend, dass er seine Zeit der Lektüre widmen konnte. Seine späteren Schriften zeigen eine gute Kenntnis der griechischen und lateinischen Klassiker, der Historiker, der Bibel, der Kirchenväter und Martin Luthers. Da er formal kein Pfarrer war, kann er als Laie bezeichnet werden, trotz seiner vielleicht autodidaktisch erworbenen guten theologischen Kenntnisse. Anscheinend lebte er zurückgezogen, und er entschloss sich zur Ehelosigkeit. Von seinen damaligen Entscheidungen in Bezug auf seinen Lebensstil berichtete er in seinen 1663 und 1664 veröffentlichten Büchern.

## Publikationsjahre 1663 und 1664
Das 1663 gedruckte Buch De Vita Solitaria (Vom Einsiedlerleben) ist mit mehr als 200 Seiten Justinians umfangreichstes. In einfacher Sprache und mit eindringlichem Ton rief er zur Einkehr und Umkehr auf. Es folgte Ein kurzer Bericht, wie eine neue Gesellschaft aufzurichten wäre. Darin erläuterte er abschließend, dass er den seinem „Freiherrlichen Stand gebührenden Titel“ nicht hinzufügte, weil er „in Zukunft aller Eitelkeit der Welt entsagen werde“. Darin drückte sich eine für einen Adeligen ungewöhnliche Einstellung aus, die wohl auf eine veränderte Lebenshaltung zurückging. Seine zwölf Schriften erschienen in Ulm, Nürnberg, Schaffhausen und Amsterdam; die meisten davon im Jahr 1664, so auch seine letzte Schrift, in der es um Selbstverleugnung geht (Verläugnung sein selbst). Darin berichtete er von seiner inneren Entwicklung und seiner persönlichen Glaubensentscheidung.

## Konzept einer Missionsgesellschaft
Justinians Bedeutung liegt vor allem in der Konzeption einer „Jesusliebenden Gesellschaft“ mit zwei Zweigen, erstens für die Reform der Kirche in Deutschland und zweitens für die Bekehrung des Heidentums. Sein Konzept für die Gründung einer Missionsgesellschaft legte er in drei Programmschriften vor. Damals wurden viele „Gesellschaften“ oder „Sozietäten“ gegründet, vor allem für wissenschaftliche und kulturelle Zwecke: Das waren Netzwerke, die den Gedankenaustausch förderten.
Er fand vereinzelt Unterstützer, etwa Johann Georg Gichtel und Friedrich Breckling.
Im Allgemeinen waren aber die Reaktionen seitens lutherischer Fürsten und Theologen distanziert bis ablehnend; es wurden theologische und praktische Einwände vorgebracht. Diese Auseinandersetzung zeigt, wie fern den lutherischen Theologen damals der Gedanke der Weltmission (noch) lag.
In seinem Konzept zur Weltmission ging Justinian davon aus, dass Missionsarbeit nicht einfach die Initiative einzelner engagierter Ausreisewilliger sein kann, sondern eine breite Basis in der Heimat benötigt. In jeder größeren Stadt Deutschlands sollte ein Kaufmann (als Mitglied der zu gründenden Missionsgesellschaft) für ein- und ausgehende Gelder zuständig sein, mit jährlicher Abrechnung. Diese Missionsgesellschaft sollte also viele fördernde Mitglieder haben, und sich gut organisiert über viele Orte erstrecken. Der Brennpunkt der internationalen Arbeit sollte Amsterdam werden. Am Beginn dachte Justinian eher an ledige Missionare, die Kultur und Sprache in kürzerer Zeit erkunden sollten.

## Auseinandersetzungen über Justinians Konzept
Ein Kontrahent Justinians war der Superintendent Johann Heinrich Ursinus, ein einflussreicher Vertreter der lutherischen Orthodoxie. Er meinte, dass der Missionsbefehl speziell den Aposteln galt, und dass dieser Befehl ohnehin schon ausgeführt sei – es gab ja Christen in allen Kontinenten. Wer also Interesse am Evangelium hatte, könnte dieses ohnehin kennenlernen. Auf dem Reichstag in Regensburg 1664 stellte Justinian sein Konzept vor, fand aber keine Zustimmung von den evangelischen Reichsständen. So ging er zurück in die Niederlande.
Andere Konfessionen engagierten sich früher in der Weltmission, wofür es wohl auch politische Gründe gab. Denn einige Länder förderten koloniale Unternehmungen: Das katholische Portugal und Spanien, die reformierten Niederlande und das anglikanische England. Mit dem Einverständnis der jeweiligen Kolonialherren war es leichter, eine Missionstätigkeit in der Dritten Welt aufzubauen.

## Missionar in Südamerika
Justinian verließ 1665 die Niederlande und kam nach Suriname, an die Nordküste Südamerikas. Dort wollte er missionieren. Etwa seit 1668 war er am Fluss Serena verschollen, angeblich von wilden Tieren getötet.

## Nachwirkung
Über Justinian wurde folgendermaßen geurteilt: „Seine Bedeutung liegt wesentlich in seinem leidenschaftlichen Aufruf an die protestantische Christenheit, sich an der Weltmission zu beteiligen.“ In seiner Ausgabe der Schriften Justinians (zuletzt 2010) nannte Laubach ihn im Untertitel: „Vordenker und Pionier der Weltmission“. Inwieweit Justinians Konzept konkret aufgegriffen wurde, ist umstritten. Laubach meint, dass die 1701 gegründete englische Society for Propagation of the Gospel (abgekürzt SPG, deutsch: Gesellschaft für die Verbreitung des Evangeliums) viele Punkte seines Konzepts aufgriff und in weiterer Folge auch Nikolaus von Zinzendorf und die Brüdergemeine prägte. Dagegen meint Gensichen, es hätten „seine Gedanken bestenfalls unterschwellig weitergewirkt“, und sieht keine Ähnlichkeit zum späteren Konzept der SPG. Am Ende stehe „die persönliche Tragödie dieses Einzelgängers“. Der von seiner Kirche nicht Unterstützte hatte es schließlich im Alleingang versucht und blieb dabei erfolglos.

## Erforschung seines Wirkens
Wolfgang Größel publizierte über Justinianus und brachte dabei auch ausführliche Auszüge aus Quellen. Fritz Laubach promovierte 1955 mit einer Dissertation über Justinian. Justinians erhaltene Schriften stellte er in einem Band zusammen. Die zwölf Schriften umfassen zusammen knapp 300 Seiten. Es handelt sich überwiegend um kleinere Texte im Umfang von Broschüren.

## Schriften
- Tractatus de tyrannide, Leiden 1641.
- Hispanicae dominationis arcana, Leiden 1643.
- De Vita Solitaria (deutsch: Vom Einsiedlerleben, wie es nach Gottes Wort und nach Art der alten heiligen Einsiedler anzustellen sei), 1663.
- Eine christliche und treuherzige Ermahnung an alle rechtgläubigen Christen der Augsburgischen Confession, betreffend eine sonderbare Gesellschaft, durch welche nächst göttlicher Hülfe unsere evangelische Religion möchte ausgebreitet werden, 1663.
- Verläugnung sein selbst, 1664.
- Einladungstrieb zum herannahenden großen Abendmahl und Vorschlag zu einer christerbaulichen Jesusgesellschaft, behandelnd die Besserung des Christenthums und Bekehrung des Heidenthums, 1664.